# Сатибалдієв Жанторо Жолдошевич
Жанторо Жолдошевич Сатибалдієв (кирг. Жантөрө Жолдошевич Сатыбалдиев; нар. 6 січня 1956) - киргизький політик, прем'єр-міністр Киргизстану в 2012-2014 роках.